# Tirreno-Adriático 2013
48. edycja wyścigu kolarskiego Tirreno-Adriático odbyła się od 6 do 12 marca 2013 roku. Liczyła siedem etapów, o łącznym dystansie 1060.1 km. Wyścig figurował w rankingu światowym UCI World Tour 2013.
W wyścigu wystartowało pięciu Polaków: Przemysław Niemiec z grupy Lampre-Merida, który zajął 9. lokatę, na 86. miejscu uplasował się Maciej Bodnar z grupy Cannondale, Michał Kwiatkowski z grupy Omega Pharma-Quick Step zajął 4. lokatę oraz Bartosz Huzarski z grupy Team NetApp-Endura ukończył na 47. miejscu, natomiast Tomasz Marczyński z grupy Vacansoleil-DCM nie ukończył wyścigu.

## Uczestnicy
Na starcie wyścigu stanęły 22 drużyny. Wśród nich znalazło się wszystkie dziewiętnaście ekip UCI World Tour 2013 oraz trzy inne zaproszone przez organizatorów. Każda z drużyn wystawiła po 8 kolarzy, dzięki czemu w całym wyścigu wystartowało 176 zawodników.
Lista drużyn uczestniczących w wyścigu:
| Numery  | Kod | Drużyna                 |
| ------- | --- | ----------------------- |
| 1-8     | AST | Pro Team Astana         |
| 11-18   | A2R | Ag2r-La Mondiale        |
| 21-28   | BLA | Blanco Pro Cycling Team |
| 31-38   | BMC | BMC Racing Team         |
| 41-48   | CAN | Cannondale              |
| 51-58   | EUS | Euskaltel-Euskadi       |
| 61-68   | FDJ | FDJ                     |
| 71-78   | GRS | Garmin-Barracuda        |
| 81-88   | KAT | Team Katusha            |
| 91-98   | LAM | Lampre-Merida           |
| 101-108 | LTB | Lotto-Belisol           |

| Numery  | Kod | Drużyna                   |
| ------- | --- | ------------------------- |
| 111-118 | MOV | Movistar Team             |
| 121-128 | MTN | MTN-Qhubeka               |
| 131-138 | OPQ | Omega Pharma-Quick Step   |
| 141-148 | OGE | Orica-GreenEDGE           |
| 151-158 | RLT | RadioShack-Leopard        |
| 161-168 | SKY | Sky Procycling            |
| 171-178 | ARG | Argos-Shimano             |
| 181-188 | TNE | Team NetApp-Endura        |
| 191-198 | TST | Team Saxo-Tinkoff         |
| 201-208 | VCD | Vacansoleil-DCM           |
| 211-218 | VIN | Vini Fantini-Selle Italia |

## Etapy
| Etap | Data     | Start - Meta                            | km   | Typ         | Zwycięzca etapu         | Lider              |
| ---- | -------- | --------------------------------------- | ---- | ----------- | ----------------------- | ------------------ |
| 1.   | 6 marca  | San Vincenzo – Donoratico               | 16.9 | TTT         | Omega Pharma-Quick Step | Mark Cavendish     |
| 2.   | 7 marca  | San Vincenzo – Indicatore               | 232  | Płaski      | Matthew Goss            | Mark Cavendish     |
| 3.   | 8 marca  | Indicatore – Narnii Scalo               | 190  | Płaski      | Peter Sagan             | Mark Cavendish     |
| 4.   | 9 marca  | Narni – Prati di Tivo                   | 173  | Górski      | Chris Froome            | Michał Kwiatkowski |
| 5.   | 10 marca | Ortona – Chieti                         | 230  | Górski      | Joaquim Rodríguez       | Chris Froome       |
| 6.   | 11 marca | Porto Sant’Elpidio – Porto Sant’Elpidio | 209  | Pagórkowaty | Peter Sagan             | Vincenzo Nibali    |
| 7.   | 12 marca | San Benedetto del Tronto                | 9.2  | ITT         | Tony Martin             | Vincenzo Nibali    |

### Etap 1 - 06.03: San Vincenzo > Donoratico, 16,9 km
| # | Zespół                  | Czas    |
| - | ----------------------- | ------- |
| 1 | Omega Pharma-Quick Step | 19' 24" |
| 2 | Movistar Team           | + 11"   |
| 3 | BMC Racing Team         | + 16"   |

| #   | Zawodnik           | Zespół | Czas     |
| --- | ------------------ | ------ | -------- |
| 1   | Mark Cavendish     | OPQ    | 19' 24"  |
| 2   | Tony Martin        | OPQ    | + 0"     |
| 3   | Michał Kwiatkowski | OPQ    | + 0"     |
|     |                    |        |          |
| 23  | Maciej Bodnar      | CAN    | + 16"    |
| 53  | Przemysław Niemiec | LAM    | + 35"    |
| 69  | Bartosz Huzarski   | TNE    | + 39"    |
| 110 | Tomasz Marczyński  | VCD    | + 1' 04” |

### Etap 2 - 07.03: San Vincenzo > Arezzo, 232 km
| #   | Zawodnik           | Zespół | Czas       |
| --- | ------------------ | ------ | ---------- |
| 1   | Matthew Goss       | OGE    | 5h 48' 41" |
| 2   | Manuel Belletti    | A2R    | + 0"       |
| 3   | Gerald Ciolek      | MTN    | + 0"       |
|     |                    |        |            |
| 34  | Michał Kwiatkowski | OPQ    | + 0"       |
| 80  | Maciej Bodnar      | CAN    | + 0"       |
| 115 | Przemysław Niemiec | LAM    | + 0"       |
| 146 | Tomasz Marczyński  | VCD    | + 0"       |
| 148 | Bartosz Huzarski   | TNE    | + 0”       |

| #   | Zawodnik           | Zespół | Czas       |
| --- | ------------------ | ------ | ---------- |
| 1   | Mark Cavendish     | OPQ    | 6h 08' 02" |
| 2   | Michał Kwiatkowski | OPQ    | + 2"       |
| 3   | Niki Terpstra      | OPQ    | + 3"       |
|     |                    |        |            |
| 13  | Maciej Bodnar      | CAN    | + 19"      |
| 52  | Przemysław Niemiec | LAM    | + 38"      |
| 70  | Bartosz Huzarski   | TNE    | + 42"      |
| 111 | Tomasz Marczyński  | VCD    | + 1' 07”   |

### Etap 3 - 08.03: Arezzo > Narnii Scalo, 190 km
| #   | Zawodnik           | Zespół | Czas       |
| --- | ------------------ | ------ | ---------- |
| 1   | Peter Sagan        | CAN    | 5h 15' 12" |
| 2   | Mark Cavendish     | OPQ    | + 0"       |
| 3   | André Greipel      | LTB    | + 0"       |
|     |                    |        |            |
| 39  | Przemysław Niemiec | LAM    | + 0"       |
| 47  | Michał Kwiatkowski | OPQ    | + 0"       |
| 76  | Bartosz Huzarski   | TNE    | + 0"       |
| 107 | Tomasz Marczyński  | VCD    | + 1' 53"   |
| 120 | Maciej Bodnar      | CAN    | + 1' 53”   |

| #   | Zawodnik           | Zespół | Czas        |
| --- | ------------------ | ------ | ----------- |
| 1   | Mark Cavendish     | OPQ    | 11h 23' 08" |
| 2   | Michał Kwiatkowski | OPQ    | + 7"        |
| 3   | Niki Terpstra      | OPQ    | + 9"        |
|     |                    |        |             |
| 40  | Przemysław Niemiec | LAM    | + 44"       |
| 50  | Bartosz Huzarski   | TNE    | + 48"       |
| 90  | Maciej Bodnar      | CAN    | + 2' 18"    |
| 111 | Tomasz Marczyński  | VCD    | + 3' 06”    |

### Etap 4 - 09.03: Narnii > Prati di Tivo, 173 km
| #   | Zawodnik           | Zespół | Czas       |
| --- | ------------------ | ------ | ---------- |
| 1   | Chris Froome       | SKY    | 4h 41' 31" |
| 2   | Mauro Santambrogio | VIN    | + 6"       |
| 3   | Vincenzo Nibali    | AST    | + 11"      |
|     |                    |        |            |
| 4   | Michał Kwiatkowski | OPQ    | + 13"      |
| 18  | Przemysław Niemiec | LAM    | + 1' 45"   |
| 80  | Tomasz Marczyński  | VCD    | + 14' 09"  |
| 121 | Maciej Bodnar      | CAN    | + 17' 16"  |
| 129 | Bartosz Huzarski   | TNE    | + 17' 16”  |

| #   | Zawodnik           | Zespół | Czas       |
| --- | ------------------ | ------ | ---------- |
| 1   | Michał Kwiatkowski | OPQ    | 16h 4' 59" |
| 2   | Chris Froome       | SKY    | + 4"       |
| 3   | Vincenzo Nibali    | AST    | + 16"      |
|     |                    |        |            |
| 19  | Przemysław Niemiec | LAM    | + 2' 09"   |
| 82  | Tomasz Marczyński  | VCD    | + 16' 55"  |
| 93  | Bartosz Huzarski   | TNE    | + 17 44"   |
| 107 | Maciej Bodnar      | CAN    | + 19' 14”  |

### Etap 5 - 10.03: Ortona > Chieti, 230 km
| #   | Zawodnik           | Zespół | Czas       |
| --- | ------------------ | ------ | ---------- |
| 1   | Joaquim Rodríguez  | KAT    | 6h 06' 43" |
| 2   | Bauke Mollema      | BLA    | + 8"       |
| 3   | Alberto Contador   | TST    | + 8"       |
|     |                    |        |            |
| 8   | Przemysław Niemiec | LAM    | + 22"      |
| 15  | Michał Kwiatkowski | OPQ    | + 35"      |
| 31  | Bartosz Huzarski   | TNE    | + 3' 46"   |
| 77  | Tomasz Marczyński  | VCD    | + 14' 05"  |
| 137 | Maciej Bodnar      | CAN    | + 22' 25”  |

| #   | Zawodnik           | Zespół | Czas        |
| --- | ------------------ | ------ | ----------- |
| 1   | Chris Froome       | SKY    | 22h 11' 53" |
| 2   | Alberto Contador   | TST    | + 20"       |
| 3   | Vincenzo Nibali    | AST    | + 20"       |
|     |                    |        |             |
| 4   | Michał Kwiatkowski | OPQ    | + 24"       |
| 12  | Przemysław Niemiec | LAM    | + 2' 20"    |
| 51  | Bartosz Huzarski   | TNE    | + 21' 19"   |
| 78  | Tomasz Marczyński  | VCD    | + 30' 49"   |
| 120 | Maciej Bodnar      | CAN    | + 41' 28”   |

### Etap 6 - 11.03: Porto Sant’Elpidio  > Porto Sant’Elpidio , 209 km
| #  | Zawodnik           | Zespół | Czas       |
| -- | ------------------ | ------ | ---------- |
| 1  | Peter Sagan        | CAN    | 5h 45' 17" |
| 2  | Vincenzo Nibali    | AST    | + 2"       |
| 3  | Joaquim Rodríguez  | KAT    | + 2"       |
|    |                    |        |            |
| 16 | Michał Kwiatkowski | OPQ    | + 50"      |
| 17 | Przemysław Niemiec | LAM    | + 50"      |
| 44 | Bartosz Huzarski   | TNE    | + 6' 12"   |
| 77 | Maciej Bodnar      | CAN    | + 13' 37"  |

| #  | Zawodnik           | Zespół | Czas        |
| -- | ------------------ | ------ | ----------- |
| 1  | Vincenzo Nibali    | AST    | 27h 57' 26" |
| 2  | Chris Froome       | SKY    | + 34"       |
| 3  | Joaquim Rodríguez  | KAT    | + 37"       |
|    |                    |        |             |
| 5  | Michał Kwiatkowski | OPQ    | + 58"       |
| 8  | Przemysław Niemiec | LAM    | + 2' 54"    |
| 45 | Bartosz Huzarski   | TNE    | + 27' 15"   |
| 87 | Maciej Bodnar      | CAN    | + 54' 44"   |

### Etap 7 - 12.03: San Benedetto del Tronto, 9,2 km
| #  | Zawodnik           | Zespół | Czas    |
| -- | ------------------ | ------ | ------- |
| 1  | Tony Martin        | OPQ    | 10' 25" |
| 2  | Adriano Malori     | LAM    | + 6"    |
| 3  | Andrey Amador      | MOV    | + 10"   |
|    |                    |        |         |
| 8  | Michał Kwiatkowski | OPQ    | + 21"   |
| 27 | Maciej Bodnar      | CAN    | + 40"   |
| 49 | Przemysław Niemiec | LAM    | + 51"   |
| 60 | Bartosz Huzarski   | TNE    | + 56"   |

| #  | Zawodnik           | Zespół | Czas        |
| -- | ------------------ | ------ | ----------- |
| 1  | Vincenzo Nibali    | AST    | 28h 08' 17" |
| 2  | Chris Froome       | SKY    | + 23"       |
| 3  | Alberto Contador   | TST    | + 52"       |
|    |                    |        |             |
| 4  | Michał Kwiatkowski | OPQ    | + 53"       |
| 9  | Przemysław Niemiec | LAM    | + 3' 19"    |
| 47 | Bartosz Huzarski   | TNE    | + 27' 45"   |
| 86 | Maciej Bodnar      | CAN    | + 54' 58"   |

## Liderzy klasyfikacji po etapach
| Etap                 | Zwycięzca               | Klasyfikacja generalna | Klasyfikacja punktowa | Klasyfikacja górska | Klasyfikacja młodzieżowa | Klasyfikacja drużynowa  |
| -------------------- | ----------------------- | ---------------------- | --------------------- | ------------------- | ------------------------ | ----------------------- |
| 1                    | Omega Pharma-Quick Step | Mark Cavendish         | -                     | -                   | Michał Kwiatkowski       | Omega Pharma-Quick Step |
| 2                    | Matthew Goss            | Mark Cavendish         | Matthew Goss          | Garikoitz Bravo     | Michał Kwiatkowski       | Omega Pharma-Quick Step |
| 3                    | Peter Sagan             | Mark Cavendish         | Mark Cavendish        | Cesare Benedetti    | Michał Kwiatkowski       | Omega Pharma-Quick Step |
| 4                    | Chris Froome            | Michał Kwiatkowski     | Mark Cavendish        | Francesco Failli    | Michał Kwiatkowski       | Sky Procycling          |
| 5                    | Joaquim Rodríguez       | Chris Froome           | Alberto Contador      | Cesare Benedetti    | Michał Kwiatkowski       | Sky Procycling          |
| 6                    | Peter Sagan             | Vincenzo Nibali        | Alberto Contador      | Damiano Cunego      | Michał Kwiatkowski       | Movistar Team           |
| 7                    | Tony Martin             | Vincenzo Nibali        | Alberto Contador      | Damiano Cunego      | Michał Kwiatkowski       | Movistar Team           |
| Klasyfikacja końcowa | Klasyfikacja końcowa    | Vincenzo Nibali        | Alberto Contador      | Damiano Cunego      | Michał Kwiatkowski       | Movistar Team           |

## Klasyfikacje końcowe

### Klasyfikacja generalna
|    | Zawodnik           | Zespół                    | Czas        |
| -- | ------------------ | ------------------------- | ----------- |
| 1  | Vincenzo Nibali    | Pro Team Astana           | 28h 08′ 17″ |
| 2  | Chris Froome       | Sky Procycling            | + 23″       |
| 3  | Alberto Contador   | Team Saxo-Tinkoff         | + 52"       |
| 4  | Michał Kwiatkowski | Omega Pharma-Quick Step   | + 53″       |
| 5  | Joaquim Rodríguez  | Team Katusha              | + 54″       |
| 6  | Christopher Horner | RadioShack-Leopard        | + 1' 21"    |
| 7  | Mauro Santambrogio | Vini Fantini-Selle Italia | + 2' 03"    |
| 8  | Andrey Amador      | Movistar Team             | + 2' 42"    |
| 9  | Przemysław Niemiec | Lampre-Merida             | + 3' 19"    |
| 10 | Wout Poels         | Vacansoleil-DCM           | + 3' 35"    |

|    | Zawodnik           | Zespół                    | Punkty |
| -- | ------------------ | ------------------------- | ------ |
| 1  | Alberto Contador   | Team Saxo-Tinkoff         | 27     |
| 2  | Peter Sagan        | Cannondale                | 26     |
| 3  | Chris Froome       | Sky Procycling            | 25     |
| 4  | Vincenzo Nibali    | Pro Team Astana           | 25     |
| 5  | Mauro Santambrogio | Vini Fantini-Selle Italia | 24     |
| 6  | Joaquim Rodríguez  | Team Katusha              | 22     |
| 7  | Christopher Horner | RadioShack-Leopard        | 17     |
| 8  | Michał Kwiatkowski | Omega Pharma-Quick Step   | 15     |
| 9  | Gerald Ciolek      | MTN-Qhubeka               | 15     |
| 10 | Tony Martin        | Omega Pharma-Quick Step   | 12     |

|    | Zawodnik           | Zespół                    | Punkty |
| -- | ------------------ | ------------------------- | ------ |
| 1  | Damiano Cunego     | Lampre-Merida             | 20     |
| 2  | Cesare Benedetti   | Team NetApp-Endura        | 13     |
| 3  | Garikoitz Bravo    | Euskaltel-Euskadi         | 10     |
| 4  | Chris Froome       | Sky Procycling            | 9      |
| 5  | Joaquim Rodríguez  | Team Katusha              | 5      |
| 6  | Beñat Intxausti    | Movistar Team             | 5      |
| 7  | Vincenzo Nibali    | Pro Team Astana           | 5      |
| 8  | Anthony Roux       | FDJ                       | 5      |
| 9  | Mauro Santambrogio | Vini Fantini-Selle Italia | 3      |
| 10 | Tom Dumoulin       | Argos-Shimano             | 3      |

|    | Zawodnik           | Zespół                  | Czas        |
| -- | ------------------ | ----------------------- | ----------- |
| 1  | Michał Kwiatkowski | Omega Pharma-Quick Step | 28h 09′ 10″ |
| 2  | Tom-Jelte Slagter  | Blanco Pro Cycling Team | + 16' 34"   |
| 3  | Arthur Vichot      | FDJ                     | + 16' 47"   |
| 4  | Peter Sagan        | Cannondale              | + 19' 37"   |
| 5  | Tom Dumoulin       | Argos-Shimano           | + 20' 10"   |
| 6  | Moreno Moser       | Cannondale              | + 23' 43"   |
| 7  | Alex Dowsett       | Movistar Team           | + 39' 55"   |
| 8  | Adriano Malori     | Lampre-Merida           | + 40' 02"   |
| 9  | Miguel Minguez     | Euskaltel-Euskadi       | + 41' 53"   |
| 10 | Salvatore Puccio   | Sky Procycling          | + 43' 34"   |

|    | Zespół                    | Czas        |
| -- | ------------------------- | ----------- |
| 1  | Movistar Team             | 83h 57′ 42″ |
| 2  | Sky Procycling            | + 2' 30"    |
| 3  | Team Katusha              | + 15' 40"   |
| 4  | Team Saxo-Tinkoff         | + 19' 49"   |
| 5  | Vacansoleil-DCM           | + 19' 49"   |
| 6  | Lampre-Merida             | + 26' 32"   |
| 7  | Vini Fantini-Selle Italia | + 26' 41"   |
| 8  | Cannondale                | + 26' 59"   |
| 9  | Team NetApp-Endura        | + 27' 33"   |
| 10 | Pro Team Astana           | + 29' 42"   |